# Архитектура Коломны
Архитектура Коломны насчитывает пять столетий, а если принять во внимание датировку нижней части самого древнего сооружения Коломны — церкви Иоанна Предтечи на Городище, то — более семисот лет. Одним из самых древних сооружений является Коломенский Кремль. Наиболее значительное современное сооружение — Центр конькобежного спорта (2004—2006, архитектор А. А. Годер).
Расцвет каменного строительства в городе приходится на конец XVIII — первую половину XIX веков, когда в городе возникает множество купеческих особняков, перестраиваются старые церкви, создаются монастырские и городские архитектурные ансамбли. В Коломне представлены практически все стили русской архитектуры, но более всего — классицизм. Имена создателей и точные даты постройки многих архитектурных памятников остались неизвестны. «Если в Коломенском Кремле мы встречаем значительную архитектуру древней нашей истории, то тот же Кремль и весь город от своего торговопромышленного периода дали историческую цепь архитектурных памятников, по которой можно проследить эволюцию нового русского, в частности — Московского зодчества за лучший его период 1750—1850 гг. и найти руку гениального Матвея Казакова».

## Каменная архитектура Коломны. Разновидности и стили

### Оборонное зодчество
В начале XVI века Коломна стала опорным пунктом Засечной черты, что повлекло за собой создание мощной каменной крепости. В 1525—1531 годах был построен Коломенский Кремль, в котором было 17 башен и 6 проездных ворот. «Башни кремля делятся на три типа: четырёхугольные, смешанные и круглые, многогранные». В настоящее время сохранились одна башня с воротами — Пятницкая башня, четыре четырёхугольных башни Погорелая, Спасская, Семёновская (Симеоновская) башня, Ямская, одна смешанная башня — Грановитая, и одна круглая (многогранная) — Коломенская (Маринкина).
| Название башни                   | Конструктивные особенности                                     | Адрес                                           |
| Пятницкая башня                  | Четырёхугольная ярусная                                        | В конце ул. Лазарева                            |
| Коломенская (Маринкина) башня    | Двадцатигранная                                                | Угол улиц Октябрьской Революции и Лазарева.     |
| Грановитая башня                 | С внешней стороны — шестигранная, с внутренней — прямоугольная | Ул. Октябрьской Революции, напротив дома № 186. |
| Ямская башня                     | Четырёхугольная                                                | В начале ул. Болотникова.                       |
| Семёновская (Симеоновская) башня | Четырёхугольная                                                | Угол ул. Зайцева и Кремлёвской.                 |
| Спасская башня                   | Четырёхугольная                                                | Угол ул. Казакова и Исаева.                     |
| Погорелая башня                  | Четырёхугольная                                                | Ул. Зайцева, во дворе дома № 26.                |

- Пятницкая башня
- Коломенская (Маринкина) башня
- Грановитая башня с внутренней стороны Кремля
- Спасская, на заднем плане — Погорелая башня

### Шатровые постройки
Шатровое зодчество представлено в Коломне одной шатровой церковью, построенной в 1552 году по повелению Ивана Грозного в память покорения Казани, и несколькими колокольнями более позднего времени.
| Дата возведения          | Сооружение                                    | Адрес                  |
| 1552                     | Успенская церковь Брусенского монастыря       | Ул. Лажечникова, 12    |
| 1692                     | Колокольня Успенского собора                  | Соборная пл.           |
| 1780                     | Колокольня церкви Иоанна Предтечи на Городище | Городищенская ул., 102 |
| 1716, разр. в 1930-е гг. | Колокольня церкви Николы на Посаде            | Арбатская ул.          |

Примечание:

Здесь, и далее в таблицах,— серым цветом отмечены утраченные сооружения.
- Колокольня Успенского собора
- Успенская церковь Брусенского монастыря
- Колокольня церкви Иоанна Предтечи

### Четырёхстолпный крестовокупольный храм
Успенский собор Коломны, «сохраняя общую схему традиционного четырёхстолпного крестовокупольного храма, представляет пример нового понимания архитектурных форм, свойственного зодчеству второй половины XVII века (членение фасадов на два яруса, произвольная расстановка лопаток, отсутствие закомар)». «Успенский собор Коломны являет собой замечательный пример организации большого архитектурного ансамбля посредством монументализации его центра. Это особенно хорошо видно с отдалённой точки зрения, с заречной стороны».
| Дата возведения | Сооружение      | Архитектор       | Адрес        |
| 1672—1682       | Успенский собор | Мелетий Алексеев | Соборная пл. |

- Успенский собор, западный фасад
- Успенский собор, апсиды
- Успенский собор из-за Москвы-реки.

### Нарышкинский стиль
Наиболее характерной и довольно редкой гражданской постройкой нарышкинского стиля является «Дом воеводы».
| Дата постройки                   | Сооружение                                                         | Адрес              |
| 1705                             | Троицкая церковь Ново-Голутвина монастыря                          | Ул. Лазарева, 9-11 |
| Кон. XVII века — нач. XVIII века | «Дом воеводы»                                                      | Посадский пер., 13 |
| Кон. XVII века                   | Братский корпус Ново-Голутвина монастыря (бывший Архиерейский дом) | Ул. Лазарева, 9-11 |

- "Дом воеводы"
- Троицкая церковь Ново-Голутвина монастыря

### Барокко
Три здания в стиле барокко находятся в Коломне на одной улице — проезде Артиллеристов. «Но печать подлинной художественности лежит только на одном здании… именно на доме, когда-то купцов Мещаниновых… который представлялет собой, конечно, в несколько провинциальном виде, тип дома-дворца 70-х годов XVIII века», в котором «нашло себе выражение в могучее выражение барокко в соединении с декорацией рокайль».
| Дата постройки                   | Сооружение                                     | Адрес                          |
| 1775—1779                        | Церковь Петра и Павла                          | Ул. Мешкова, Мемориальный парк |
| 1760-е гг.                       | Дом усадьбы Мещаниновых                        | Пр. Артиллеристов, 13          |
| Сер. XVIII века                  | Дом городской усадьбы                          | Пр. Артиллеристов, 20          |
| Посл. треть XVIII века           | Правый флигель усадьбы Шевлягиных              | Пр. Артиллеристов, 6           |
| Кон. XVIII века, разр. в 1934 г. | Церковь Симеона Столпника на Житной площади    | Ул. Яна Грунта, 14             |
| 1760-е гг., разр. в 1930-е гг.   | Колокольня церкви Рождества Христова на Посаде | Посадский пер., 7              |

- Церковь Петра и Павла

### Псевдоготика
Псевдоготика представлена в Коломне главным образом монастырскими оградами. «Видимо, в этой области зодчие были более свободными в выражении своих намерений. Коломенские монастырские ограды очень оживляют не только рядовую деревянную и каменную, но и классическую застройку города. Устремлённые вверх своими остриями, изящные двух- и трёхъярусные цилиндрические башенки выглядят среди окружающих домов как минареты… Почти всем этим Коломна обязана М. Ф. Казакову».
| Дата постройки | Сооружение                                   | Адрес               |
| 1820-е гг.     | Башни ограды Брусенского монастыря           | Ул. Лажечникова, 12 |
| 1830-е гг.     | Башни ограды Старо-Голутвина монастыря       | Голутвинская ул.    |
| Кон. XVII века | Сергиевская церковь Ново-Голутвина монастыря | Ул. Лазарева, 9-11  |

- Башня ограды Старо-Голутвина монастыря
- Сергиевская церковь Ново-Голутвина монастыря
- Башня ограды Брусенского монастыря

### Раннийклассицизм
Сооружения этого периода в Коломне отличались «своего рода „свободными подходами“ от позднего барокко к классицизму, допускающие разные вольности, благодаря которым архитектурный образ не перерастал в застывший канон, не приобретал застывшей официальности». Одно из лучших произведений — Церковь Вознесения, предположительно построенная М. Ф. Казаковым. «Наибольшей, быть может нежностью и вместе с тем простотой отличаются те архитектурные создания второй половины XVIII века, которые покинули искривлённые и дробные формы барокко, но ещё не приобрели мощи классицизма с его колоннадами, портиками и куполами. Пилястры, чёткий карниз и лёгкие филёнки несколько оживляют фасад. Закругления углов и недлинные амфилады дают смягчение пространству».
Культовые здания
| Дата возведения | Сооружение         | Архитектор               | Адрес                     |
| 1792—1799       | Церковь Вознесения | предполож. М. Ф. Казаков | Красногвардейская ул., 8а |

Светские здания
| Дата возведения                 | Сооружение                                  | Адрес                           |
| Посл. треть XVIII века          | Дом усадьбы Шевлягиных                      | Пр. Артиллеристов, 6            |
| Кон. XVIII века                 | Дом усадьбы Лажечниковых                    | Ул. Октябрьской Революции, 192а |
| Кон. XVIII века                 | Дом Лажечниковых                            | Ул. Октябрьской Революции, 213  |
| 1770-е гг.                      | Дом усадьбы Левиных                         | Ул. Пушкина, 17                 |
| Кон. XVIII века                 | Жилой дом в Запрудах                        | Большая Запрудная ул., 24       |
| Кон. XVIII века — нач. XIX века | Дом Щукиных                                 | Ул. Посадская, 24               |
| 1790-е гг., разр. в 1930-е гг.  | Надвратная колокольня Брусенского монастыря | Ул. Лажечникова, 12             |

- Церковь Вознесения
- Дом Щукиных
- Жилой дом в Запрудах

### Зрелыйклассицизм
В начале XIX века барочные формы полностью уступают место классическим. Некоторые коломенские церкви, как, например, Троицкую в Ямской слободе, Церковь Бориса и Глеба в Запрудах, Церковь Богоявления в Гончарной слободе, в той или иной степени перестраивают в духе классицизма. Наиболее характерным культовым памятником этого стиля является Церковь Михаила Архангела. «В связи с выпуском альбомов „образцовых“ проектов фасадов жилых домов в 1809 и 1812 гг. и изданием закона о применении их в обязательном порядке, облик двухэтажного коломенского жилого дома в XIX веке постепенно меняется. Теперь главные, а иногда и боковые фасады дома имеют ясно выраженное троечастное деление». Примерами домов, построенных по одному и тому же «образцовому» проекту, являются дома 4 и 18 по проезду Артиллеристов и дом 17 по улице Левшина. «Величественный классицизм имеет в Коломне два недурных памятника. Таков дом Озерова на Базарной площади… Ещё более строго и величественно сурово здание Больницы на Красной (б. Репинской) улице, незавершённое (не выполнены коринфские капители колонн) и переходящее в ампир своей растянутостью».
Культовые здания
| Дата возведения | Сооружение                                        | Архитектор     | Адрес                 |
| 1820—1825       | Церковь Михаила Архангела                         | Ф. М. Шестаков | Гражданская ул., 71   |
| 1813—1828       | Церковь Покрова Богородицы на Посаде              | —              | Москворецкий пер., 22 |
| 1800—1803       | Колокольня Церкви Богоявления в Гончарной слободе | —              | Пр. Артиллеристов, 20 |
| 1820-е гг.      | Колокольня Троицкой церкви в Ямской слободе       | —              | Ул. Толстикова, 58    |
| 1820-е гг.      | Пятницкая часовня у Пятницких ворот               | —              | Ул. Лазарева          |

Светские здания
| Дата постройки                  | Сооружение                               | Адрес                      |
| Кон. XVIII века — нач. XIX века | Дом Озерова                              | Красногвардейская ул., 2   |
| 1830-е гг.                      | Дом Зимина                               | Гражданская ул., 98        |
| 1-я четверть XIX века           | Дом Тупицыной                            | Ул. Пушкина, 13            |
| Нач. XIX века                   | Главный корпус городской больницы        | Комсомольская ул., 13      |
| 1790-е гг.                      | Народное училище                         | Кремлёвская ул., 18        |
| 1-я треть XIX века              | Пожарная часть                           | Ул. III Интернационала, 12 |
| 1-я треть XIX века              | Дом Лутковских                           | Ул. Пушкина, 26            |
| 1-я четверть XIX века           | Дом причта Троицкой церкви               | Ул. III Интернационала, 20 |
| 1840-е — 1850-е гг.             | Дом Диева                                | Москворецкий пер., 1       |
| Конец 1810-х гг.                | Жилой дом                                | Ул. Островского, 11        |
| 1-я треть XIX века              | Жилой дом                                | Пр. Артиллеристов, 4       |
| 1-я треть XIX века              | Жилой дом                                | Пр. Артиллеристов, 18      |
| 1-я треть XIX века              | Дом городской усадьбы                    | Ул. Левшина, 17            |
| 1850—1852                       | Дом настоятельницы Брусенского монастыря | Ул. Лажечникова, 12        |

- Церковь Михаила Архангела
- Дом Зимина
- Колокольня Церкви Богоявления в Гончарной слободе
- Дом Озерова
- Пятницкая часовня
- Народное училище
- Дом Тупицыной
- Городская больница

### Ампир
Самым крупным ампирным сооружением является комплекс торговых рядов с церковью Иоанна Богослова. «Ампир вообще отразился в наших городах созданием ансамблей прежде всего на базарной площади, где церковь „на торгу“ надо было связать с „рядами“, „гостинным двором“. В Коломне эта композиция менее величественна, чем во многих других городах, так как избегает дуговых планировок. К тому же церковь — более старая, лишь ампирно обработанная». в городе также много небольших особнячков, которые можно отнести к стилю ампир. «Жёлтого цвета ампирные дома, с отзвуками классицизма и даже барокко, с наивными скульптурами и по-провинциальному выраженными колонками, попадаются в Коломне. Таков дом на Вознесенской улице, вовсе без пилястр и колонн, особо занятный „гладкий ампир“… Мы находим много ампирных домов из красного кирпича с плоскими, короткими, маловыразительными пилястрами, с деталями иногда отштукатуренными, вроде люнета, фальшивой балюстрады, карниза».
Культовые здания
| Дата возведения                 | Сооружение                                      | Адрес                         |
| 1829—1846                       | Церковь Иоанна Богослова в торговых рядах       | Пл. Двух Революций            |
| Кон. XVIII века — нач. XIX века | Надвратная колокольня Старо-Голутвина монастыря | Голутвинская ул.              |
| 1825                            | Надвратная колокольня Ново-Голутвина монастыря  | Ул. Лазарева, 9-11            |
| 1764, 1832—1837                 | Крестовоздвиженская церковь                     | Ул. Лазарева, 26              |
| 1834                            | Ильинская церковь в Сандырях                    | Ул. Октябрьской Революции, 73 |
| 1834, разр. в 1930-е гг.        | Колокольня Ильинской церкви в Сандырях          | Ул. Октябрьской Революции, 73 |

Светские здания
| Дата возведения                         | Сооружение                                                | Адрес                          |
| 1-я полов. XIX века                     | Гауптвахта                                                | Ул. Зайцева, 48                |
| 1830-е гг.                              | Дом Луковникова                                           | Ул. Лазарева, 28               |
| Сер. 1840-х гг.                         | Кисловская богадельня                                     | Ул. Октябрьской Революции, 168 |
| 1820-е гг.                              | Жилой дом с лавками                                       | Ул. Зайцева, 7а                |
| 2-я четверть XIX века                   | Жилой дом                                                 | Ул. Лазарева, 22               |
| 2-я четверть XIX века                   | Городская усадьба                                         | Ул. Левшина, 16-16а            |
| 2-я четверть XIX века                   | Каретный сарай городской усадьбы                          | Ул. Октябрьской Революции, 222 |
| 1-я полов. XIX века, разр. в 1950-е гг. | Кордегардии и обелиски на Московской и Рязанской заставах | Ул. Октябрьской Революции      |

«Гладкий ампир»
| Дата возведения       | Сооружение           | Адрес                 |
| 2-я четверть XIX века | Дом усадьбы Панина   | Ул. Савельича, 7      |
| 1-я полов. XIX века   | Дом усадьбы Сумакова | Комсомольская ул., 12 |

- Колокольня Старо-Голутвина монастыря
- Колокольня Ново-Голутвина монастыря
- Дом Луковкина
- Крестовоздвиженская церковь
- Дом на ул. Зайцева, 7а
- Дом усадьбы Панина
- Торговые ряды с колокольней церкви Иоанна Богослова

### Эклектика
Наиболее крупным сооружением эклектического стиля является Воздвиженский собор Брусенского монастыря, в оформлении которого сочетаются формы нарышкинского барокко и классицизма. Кроме зданий, сразу построенных в духе эклектики, под этот стиль иногда переоформляли и некоторые здания эпохи классицизма, например, дом усадьбы Ёлкина и жилой дом на улице Савельича, 24.
Культовые здания
| Дата возведения | Сооружение                                | Архитектор    | Адрес               |
| 1852—1855       | Воздвиженский собор Брусенского монастыря | А. С. Кутепов | Ул. Лажечникова, 12 |

Светские здания
| Дата возведения    | Сооружение         | Адрес                          |
| Кон. XIX века      | Дом усадьбы Ёлкина | Ул. Левшина, 24                |
| 3-я четв. XIX века | Жилой дом          | Ул. Лажечникова, 16            |
| Кон. XIX века      | Жилой дом          | Ул. Савельича, 24              |
| 1860—1862          | Гостиница Фролова  | Ул. Октябрьской Революции, 200 |
| XIX век            | Жилой дом          | Ул. Яна Грунта, 28             |

- Воздвиженский собор Брусенского монастыря
- Жилой дом на ул. Яна Грунта, 28
- Гостиница Фролова

### Византийский стиль
Единственный в Коломне и довольно редкий в Подмосковье пример византийского стиля — Троицкая церковь в Щурове
| Дата возведения | Сооружение                | Архитектор     | Адрес              |
| 1892—1900       | Троицкая церковь в Щурове | М. К. Геппенер | Октябрьская ул., 9 |

- Троицкая церковь в Щурове

### Русский стиль
«Строительный поток, захвативший с середины и до конца XIX столетия Коломну… особенно много внимания уделил так называемому „возрождённому русскому стилю“. Печать этих… попыток „возрождения“ начал самобытного народного зодчества лежит в Коломне на Крестовоздвиженской (летней) церкви Брусенского монастыря, варьирующей, вместе с Тихвинским собором, основные мотивы шатрового верха и многочисленных церковных главок. Отдала Коломна дань и позднейшему (начало XX века) воспроизведению небольших храмиков раннемосковского периода (пристрой Петропавловской кладбищенской церкви)».
| Дата возведения          | Сооружение                                        | Адрес                          |
| 1858—1861                | Церковь Тихвинской иконы Божией Матери            | Соборная пл.                   |
| 1881—1883                | Трапезная Успенской церкви Брусенского монастыря  | Ул. Лажечникова, 12            |
| 1901                     | Трапезная церкви Петра и Павла                    | Ул. Мешкова, Мемориальный парк |
| 1900-е гг.               | Дом притча церкви Покрова                         | Москворецкий пер., 20          |
| 1894, разр. в 1940-е гг. | Церковь Всех Святых в Боброве                     | Территория Коломзавода         |
| 1899, разр. в 1950-е гг. | Надвратная Колокольня на Петропавловском кладбище | Ул. Мешкова, Мемориальный парк |

- Церковь Тихвинской иконы Божией Матери
- Трапезная Успенской церкви Брусенского монастыря
- Трапезная церкви Петра и Павла

### Модерн
| Дата возведения    | Сооружение                | Адрес                          |
| 1900-е гг.         | Дом Липгарта в Щурове     | Молодёжная улица, 1            |
| 1900-е гг.         | Доходный дом              | Ул. Октябрьской Революции, 198 |
| 1900-е гг.         | Дом Масловых              | Ул. Казакова, 5                |
| 1900-е гг.         | Дом Шкариных              | Ул. Островского, 21            |
| 1899, разр. в 2006 | Театр Коломенского завода | Ул. Дорфа, 4                   |

- Доходный дом на ул. Октябрьской Революции, 198
- Дом Масловых на ул. Казакова, 5
- Дом Липгарта в Щурове

### Конструктивизм
В советский период «планомерное жилищное строительство в Коломне началось в 1927 г. со строительством посёлка им. В. Е. Левшина за Рязанской заставой. Теперь это целый квартал по улице Октябрьской Революции, застроенный скромными двухэтажными кирпичными домами. Единственным декоративным элементом фасадов являются лоджии, небольшие терраски и балконы». Этот посёлок (как его называли тогда, Город Рабочей Силы) можно считать местом рождения конструктивизма в Коломне. Однако позднее наиболее характерными постройками этого стиля стали не жилые, а общественные здания.
| Дата возведения | Сооружение                                             | Адрес                          |
| 1929            | Школа № 9                                              | Ул. Октябрьской Революции, 322 |
| 1930            | Диспансер, ныне — корпус Центральной районной больницы | Ул. Октябрьской Революции, 318 |
| 1931            | Учебный комбинат                                       | Ул. Октябрьской Революции, 408 |
| 1934            | Дворец культуры «Тепловозостроитель»                   | Ул. Октябрьской Революции, 324 |
| 1934            | Банно-прачечный комбинат                               | Уманская ул., 1                |
| 1938            | Госбанк                                                | Ул. Октябрьской Революции, 196 |
| кон. 1930-х гг. | Универмаг                                              | Ул. Яна Грунта, 18             |

- Банно-прачечный комбинат
- Корпус Центральной районной больницы
- Госбанк
- Учебный комбинат
- Дворец культуры "Тепловозостроитель"
- Школа № 9

### Постконструктивизм
«В конце 30-х годов началось возведение четырёх- и пятиэтажных домов по индивидуальным проектам, примером которого могут служить дома по улице Октябрьской Революции, занявшие квартал между улицами Спортивной и Калинина». Эти дома уже отвечали духу нового времени, когда по приказу свыше велели возрождать классические формы. Сначала это были симметричные фасады и карнизы.
| Дата возведения | Сооружение | Адрес                                   |
| Кон. 1930-х гг. | Жилые дома | Ул. Октябрьской Революции, 320, 326—330 |
| Кон. 1930-х гг. | Жилой дом  | Пионерская ул., 5                       |

- Жилой дом на Пионерской улице, 5
- Жилой дом на улице Октябрьской Революции, 320

### Сталинский ампир
В середине 1940-х годов в строительстве было решено применять шлакобетонные блоки. «Первые дома из нового строительного материала построили в проезде Панфилова. Потом началась застройка сразу нескольких микрорайонов. Дома строили двухэтажные восьми- и восемнадцатиквартирные. Появились целые улицы шлакоблочных домов Суворова, Кутузова, Матросова, Черняховского, Чкалова». Поначалу оформление зданий было довольно скромным, и только в начале 1950-х годов на фасадах появляется белая лепнина, карнизы, колонны и эркеры. Позднее на ул. Дзержинского возводится ещё несколько четырёхэтажных домов. В 1952 году в классическом стиле перестраивается вход во Дворец культуры «Тепловозостроитель». В 1954 году в жилищном строительстве в Коломне впервые применён железобетон.
| Дата возведения | Сооружение                                   | Адрес                          |
| 1952            | Вход во Дворец культуры «Тепловозостроитель» | Ул. Октябрьской Революции, 324 |
| Нач. 1950-х гг. | Жилой дом                                    | Ул. Дзержинского, 9            |
| Нач. 1950-х гг. | Жилой дом                                    | Ул. Дзержинского, 13           |
| Сер. 1950-х гг. | Жилой дом                                    | Красногвардейская ул., 2       |

- Вход во Дворец культуры "Тепловозостроитель"
- Жилой дом на Красногвардейской улице, 2
- Жилой дом на улице Дзержинского, 9

Примечание:
Поскольку не всегда возможно точно определить стилистические границы, разные исследователи могут относить одно и то же здание к различным стилям русской архитектуры.

### Архитектура конца 1950-х — 1980-х годов
«Первые крупнопанельные дома появились в 1961 году между улицами Ленина и Гагарина в квартале 8-9. Первенец крупнопанельного строительства это пятиэтажный дом № 19». В конце 1960-х годов в городе начали строить девятиэтажные крупнопанельные дома. В 1975 году началось строительство микрорайона Колычёво. В начале 1980-х годов формируется ансамбль Советской площади, доминантой которого является шестнадцатиэтажная гостиница «Коломна».
| Дата возведения | Сооружение                                  | Адрес             |
| 1961            | Санаторий-профилакторий им. В. В. Куйбышева | Ул. Ленина, 38    |
| 1961            | Кинотеатр «Восток»                          | Ул. Зайцева, 44   |
| 1966            | Педагогический институт                     | Зелёная ул., 30   |
| 1968—1969       | Гостиница «Советская»                       | Просп. Кирова, 1  |
| 1963—1972       | Дворец культуры «Коломна»                   | Окский просп., 17 |
| 1979            | Кинотеатр «Горизонт»                        | Советская пл., 6  |
| 1980            | Горсовет, ныне здание администрации         | Советская пл., 1  |
| 1981            | Гостиница «Коломна»                         | Советская пл., 2  |
| 1988            | Кинотеатр «Русь»                            | Ул. Астахова, 25  |

- Вид на гостиницу «Коломна» ночью

### Современные постройки
- Расчётно-кассовый центр на улице Уманской
- Здание автовокзала в Голутвине
- Здание торгового комплекса в Голутвине
- Многоквартирный жилой дом на улице Дзержинского
- Частный жилой дом на улице Гагарина
- Частный жилой дом на улице Гагарина
- Частный жилой дом на улице Ленина

## Деревянная архитектура
Несмотря на широкомасштабное современное строительство, в Старой Коломне сохранилось множество деревянных домов, которые часто соседствуют с многоэтажками. «Деревянный дом в Коломне — это городской вариант старой русской избы. Почти все одноэтажные домики в три или четыре окна по главному фасаду поставлены торцом к улице; кирпичный цоколь нередко облицован белым камнем; вход в дом всегда со двора, огороженного высоким крепким глухим деревянным забором. У многих домов слуховое окно в четырёхскатной крыше изрядно обработано в виде окошка светёлки на чердаке с разорванным фронтоном, опирающемся на резные стойки — колонны декоративного балкончика».
| Дата возведения     | Сооружение        | Адрес                     |
| 2-я полов. XIX века | Городская усадьба | Красногвардейская ул., 29 |
| Нач. XX века        | Дом Краузе        | Ивановская ул., 5         |

- Дом на углу Ивановской и Гражданской улиц
- Дом на Посадской ул., 8
- Дом на Посадской ул., 1
- Дом на ул. Исаева, 8
- Дом на ул. Лазарева, 4
- Дом в Коломне на улице Лазарева, в котором у своей сестры гостил А.И. Куприн
- Дом на углу улиц Казакова и Исаева

## Ворота
«Гуляя по городу, можно встретить при даже новых зданиях сохранившиеся старые ворота с классическими формами. Их так много, что поистине Коломну можно назвать „городом ворот“».
| Дата возведения                 | Сооружение                                                             | Адрес                 |
| Кон. XVIII века                 | Ворота с трёхчетвертными колоннами и белокаменным карнизом             | Комсомольская ул., 7  |
| Кон. XVIII века — нач. XIX века | Ворота усадьбы Сумакова с колоннами и вазонами                         | Комсомольская ул., 12 |
| 1-я полов. XIX века             | Ворота усадьбы Ёлкина с белокаменными колоннами и декоративными урнами | Ул. Левшина, 24       |
| 2-я четверть XIX века           | Ворота усадьбы Панина                                                  | Ул. Савельича, 7      |
| Кон. XVIII века                 | Ворота со сдвоенными пилястрами                                        | Водовозный пер., 4    |
| 1-я полов. XIX века             | Ворота с белокаменными аттиками                                        | Комсомольская ул., 18 |
| Кон. XVIII века                 | Ворота городской больницы с парными колоннами                          | Комсомольская ул., 13 |
| Кон. XVIII века — нач. XIX века | Ворота с декоративными белокаменными урнами                            | Ул. Левшина, 18       |
| Сер. XIX века                   | Краснокирпичные ворота с белокаменными вставками                       | Ул. Савельича, 35     |

- Ворота на Комсомольской улице, 7
- Ворота в Водовозном пер., 4
- Ворота усадьбы Панина
- Ворота усадьбы Ёлкина

## Утраченные памятники архитектуры
- Церковь Симеона Столпника на Житной площади
- Церковь Всех Святых в Боброве
- Колокольня церкви Николы на Посаде
- Надвратная колокольня Брусенского монастыря
- Колокольня церкви Рождества Христова на Посаде
- Колокольня церкви Воскресения в Крепости
- Колокольня церкви Ильи пророка в Сандырях
- Колокольня церкви Бориса и Глеба в Запрудах
- Надвратная Колокольня на Петропавловском кладбище
- Кордегардии и обелиски на Московской и Рязанской заставах
- Театр Коломенского завода
- Часовня во имя святого благоверного князя Александра Невского (обсуждается восстановление[22])

Примечание: В основных таблицах эти памятники отмечены серым цветом.

## Архитекторы, работавшие в Коломне
- Виноградов Д. Е. — перестройка трапезной у церкви Петра и Павла
- Геппенер М. К. — Троицкая церковь в Щурове
- Годер А. А. — Центр конькобежного спорта
- Дагаев И. А. — Новые торговые ряды
- Казаков М. Ф. — Церковь Вознесения, ограды Брусенского, Ново-Голутвина и Старо-Голутвина монастырей (предположительно)
- Кутепов А. С. — Воздвиженский собор Брусенского монастыря
- Ломакин К. В. — Церковь Троицы в Протопопове
- Шестаков М. Ф. — Церковь Михаила Архангела

## Реставраторы и исследователи архитектурных памятников Коломны
- Альтшуллер Б. П. — в 1970-х годах исследовал церкви Иоанна Предтечи на Городище и Воскресения.
- Белов Г. П. — в 1961 году руководил реставрацией Кремля.
- Булич О. П. — в книге «Коломна» (1928) дала подробное описание памятников города.
- Кавельмахер В. В. — в 1970-х годах руководил реставрацией церкви Николы на Посаде.
- Куницкая Е. Р. — в 1950-х годах руководила реставрацией «Дома Воеводы», в 1958—1963 годах — Успенского собора.
- Линдеман А. И. — в 1906 году руководил реставрацией Кремля.
- Ломакин К. В. — в конце 1990-х начале 2000-х годов руководил реставрацией Воздвиженского собора Брусенского монастыря.
- Михайловский Е. В. — в начале 1960-х годов исследовал церковь Николы Гостиного.
- Некрасов А. И. — в книге «Художественные памятники Москвы и городов Московской губернии» (1928) дал первый анализ архитектурных памятников города.
- Орловский С. П. — в 1970-х годах руководил реставрацией Кремля, Успенской церкви Брусенского монастыря и Крестовоздвиженской церкви.
- Павлинов А. М. — в 1886—1906 годах руководил реставрацией Кремля.
- Сергеева-Козина Т. Н. — в статье «Коломенский Кремль» (1952) рассмотрела вопросы, связанные с реконструкцией Кремля на основе документальных источников.
- Фехнер М. В. — в книге «Коломна» (1963, 1966) дала подробное описание памятников города.
- Чернышёв М. Б. — в 1965—1969 годах руководил реставрацией церкви Иоанна Предтечи на Городище, в 1970-х годах — реставрацией Кремля.